# Nifuboke
Nifuboke is een bestuurslaag in het regentschap Timor Tengah Utara van de provincie Oost-Nusa Tenggara, Indonesië. Nifuboke telt 1127 inwoners (volkstelling 2010).